# Barbara Morgenstern
 (septembre 2016).
Si vous disposez d'ouvrages ou d'articles de référence ou si vous connaissez des sites web de qualité traitant du thème abordé ici, merci de compléter l'article en donnant les références utiles à sa vérifiabilité et en les liant à la section « Notes et références ».
Barbara Morgenstern (née le 19 mars 1971 à Hagen) est une artiste allemande de musique électronique.

## Biographie
Née à Hagen, Allemagne, Barbara Morgenstern se décrit comme une autodidacte, bien qu'elle ait suivi des leçons de piano lorsqu'elle était enfant et des cours de jazz à l'école de musique d'Hagen. C'est après une expérience dans un groupe et la fin de son cursus au Gymnasium (lycée) Ernst Meister de Hagen-Haspe qu'elle décide de faire carrière dans la musique en 1991.
De 1992 à 1994, Barbara Morgenstern vit à Hambourg où, en parallèle, elle compose sa propre musique et chante dans un groupe a cappella. Elle a également participé, durant six semaines, à un cours de musique populaire à la Hambourg Hochschule. En 1994, elle déménage à Berlin où elle débute comme clavieriste dans un groupe avant de se consacrer, à partir de 1996, à sa propre musique.
Début 1997 voit la sortie de la cassette Enter The Party sur le label Haufrau Im Schacht créé par Florian Dietz (alias Jo Tabu), ex-partenaire de groupe. Cette même année, Barbara Morgenstern compose l'EP Plastikreport coproduit par Michael Mühlhaus. Durant l'hiver 1998, elle réalise une tournée en Allemagne avec lui et Christian Obermaier. En septembre de cette même année, elle étend cette tournée à l'Autriche et la Suisse. Le mois suivant paraît son premier album Vermona ET 6-1 sur le label Monika Enterprise. En 1999, un EP composé de remix, Fan No.1 voit le jour.
Sur son album Fjorden sorti en 2000, Barbara Morgenstern travaille avec Stefan Betke et Robert Lippok de To Rococo Rot. La parution en 2001 de l'EP Eine Verabredung est accompagnée de concerts à Glasgow et Londres. En 2002, un autre EP, Seasons, paraît en édition limitée (500 copies), fruit d'une nouvelle collaboration avec Robert Lippok. Cette même année, elle remixe le morceau This is the Dream of Evan and Chan de DNTEL où figure Ben Gibbard du groupe Death Cab For Cutie. Pour la sortie de Nichts Muss, en 2003, elle s'offre les services de Stefan Betke et Thomas Fehlman. En 2005, Barbara Morgenstern et Robert Lippok retravaillent ensemble et l'album Tesri voit le jour.
En 2004, à la suite de l'invitation du Goethe-Institut, Barbabra Morgenstern réalise une tournée de 34 dates à travers le monde avec Maximilian Hecker. Elle apporte sa contribution sur deux morceaux de l'album Pick Up Sticks de Bill Wells (2004). Elle rejoint également Paul Wirkus et Stefan Schneider dans le projet September Collective. Un album éponyme parait sur le label Geographic, division de Domino Records dirigée par Stephen Pastel (des Pastels).
Elle sort en 2006 un album intitulé The Grass Is Always Greener, et en 2008 un album intitulé BM.

## Discographie

### Albums
- Vermona ET 6-1 (1998)
- Fjorden (2000)
- Nichts Muss (2003)
- Tesri (avec Robert Lippok, 2005)
- The Grass Is Always Greener (2006)
- All The Birds Were Anarchists (mosz records), 2007, avec September Collective
- BM (2008)
- Fan No.2 (2010)
- Sweet Silence (2012)
- Doppelstern (2015)
- Unschuld und Verwüstung (2018)

### EP
- Enter The Partyzone (cassette release, 1997)
- Plastikreport (1997)
- Fan No.1 (1999)
- Eine Verabredung (10" vinyl, 2001)
- Seasons (with Robert Lippok, 2002)
- Himmelmixe (2003)